# Saint-Germain-Laprade
Saint-Germain-Laprade é uma comuna francesa na região administrativa de Auvérnia-Ródano-Alpes, no departamento de Alto Loire. Estende-se por uma área de 27,95 km². Em 2010 a comuna tinha 3 735 habitantes (densidade: 133,6 hab./km²).